# Berttjärnen, Västerbotten
Berttjärnen är en sjö i Umeå kommun i Västerbotten och ingår i Tavelåns huvudavrinningsområde. Sjön har en area på 0,0367 kvadratkilometer och ligger 70,1 meter över havet. Sjön avvattnas av vattendraget Holmbäcken.

## Delavrinningsområde
Berttjärnen ingår i det delavrinningsområde (709891-172307) som SMHI kallar för Mynnar i Tavelån. Medelhöjden är 62 meter över havet och ytan är 20,05 kvadratkilometer. Det finns inga avrinningsområden uppströms utan avrinningsområdet är högsta punkten. Holmbäcken som avvattnar avrinningsområdet har biflödesordning 2, vilket innebär att vattnet flödar genom totalt 2 vattendrag innan det når havet efter 12 kilometer. Avrinningsområdet består mestadels av skog (69 procent) och sankmarker (15 procent). Avrinningsområdet har 0,18 kvadratkilometer vattenytor vilket ger det en sjöprocent på 0,9 procent.